# Titular (política)
El titular o incumbente es la persona que ostenta un cargo o puesto, generalmente en relación con una elección. Por ejemplo, en una elección para presidente, el titular es la persona que ocupa o actúa en el cargo de presidente antes de la elección, ya sea que busque la reelección o no. En algunas situaciones, puede que no haya un titular en el momento de una elección para ese cargo o puesto (por ejemplo, cuando se crea una nueva circunscripción electoral), en cuyo caso el cargo o puesto se considera vacante o abierto. En los Estados Unidos, una elección sin un titular se conoce como un escaño vacante o concurso abierto. 

## Etimología deincumbente
La palabra "incumbente" se deriva del verbo latino incumbere, que literalmente significa "apoyarse o recostarse" con el presente participio incumbente-, "apoyándose en una variante de gravamen, mientras grava se deriva de la raíz cumber, más apropiadamente definido: "Ocupar de manera obstructiva o inconveniente; bloquear el relleno con lo que dificulta la libertad de movimiento o acción; peso, cargar".
Incumbente es reconocido por la ASALE como un americanismo, específicamente en la zona de Puerto Rico y la República Dominicana, y la define como «persona que está en posesión de algún empleo público de relevancia». Por su parte, el Diccionario de la lengua española utiliza con este mismo significado la palabra titular, que la define como «persona [...] que ejerce un cargo o una profesión con título o nombramiento oficiales».

## Ventajas
En general, el titular del cargo tiene una ventaja política sobre los retadores en las elecciones. Excepto cuando el momento de las elecciones está determinado por una constitución o por una legislación, el titular puede tener el derecho de determinar la fecha de una elección. 
Para la mayoría de los cargos políticos, el titular suele tener más reconocimiento de nombre debido a su trabajo previo en la oficina. Los titulares también tienen un acceso más fácil a la financiación de la campaña, así como a los recursos del gobierno (como el privilegio de franqueo) que pueden utilizarse indirectamente para impulsar la campaña de reelección del titular. 
En los Estados Unidos, una elección (especialmente para un electorado de un solo miembro en una legislatura) en la que un titular no busca la reelección a menudo se llama un puesto vacante; Debido a la falta de ventaja de titularidad, estas a menudo se encuentran entre las razas más disputadas en cualquier elección. Además, se crea un concurso abierto cuando el mandato es limitado, como en el caso de los términos del presidente de los EE. UU. restringidos a dos períodos de cuatro años, y el titular tiene prohibido volver a realizar la prueba. 
Cuando los recién llegados buscan ocupar un puesto vacante, los votantes tienden a comparar y contrastar las calificaciones, las posiciones sobre cuestiones políticas y las características personales de los candidatos de una manera relativamente sencilla. Las elecciones con un incumbente, por otro lado, son, como dice Guy Molyneux, "fundamentalmente un referéndum sobre el incumbente". Los votantes primero lidiarán con el registro del titular. Solo si deciden "despedir" al incumbente, comienzan a evaluar si cada uno de los retadores es una alternativa aceptable. 
Un estudio de 2017 en el British Journal of Political Science argumenta que la ventaja de la incumbencia surge del hecho de que los votantes evalúan la ideología del titular individualmente, mientras que suponen que cualquier rival comparte la ideología de su partido. Esto significa que la ventaja de incumbencia se vuelve más significativa a medida que aumenta la polarización política. Un estudio de 2017 en el Journal of Politics encontró que los titulares tienen "una ventaja mucho mayor" en las elecciones dentro del ciclo que en las elecciones fuera del ciclo.

### Oleada de segundo año
Los analistas políticos en los Estados Unidos y el Reino Unido han señalado la existencia de un aumento repentino (no conocido como tal en el Reino Unido) en el que los representantes del primer mandato ven un aumento de votos en su primera elección. Se dice que este fenómeno brinda una ventaja de hasta el 10% para los representantes del primer mandato, lo que aumenta la ventaja de la incumbencia. 

## Anticontinuismo
Sin embargo, existen escenarios en los que el factor de incumbencia en sí mismo conduce a la caída del titular. Conocido popularmente como el factor anticontinuista, situaciones de este tipo ocurren cuando el titular ha demostrado no ser digno de un cargo durante su mandato y los contendientes lo demuestran a los votantes. Un factor anticontinuista también puede ser responsable de derribar a los políticos que han estado en el cargo durante muchos períodos sucesivos a pesar de los indicadores de desempeño desfavorables, simplemente porque los votantes están convencidos por los retadores de la necesidad de un cambio. También se argumenta que los titulares de cargos ampliamente poderosos están sujetos a una inmensa presión que los deja políticamente impotentes e incapaces de tener suficiente confianza pública para la reelección; Tal es el caso, por ejemplo, de la Presidencia de Francia.
Nick Panagakis, un encuestador, acuñó lo que llamó la regla incumbente en 1989: que cualquier votante que afirme estar indeciso hacia el final de las elecciones probablemente terminará votando por un contendiente.
En Francia, el fenómeno es conocido por el eslogan "Sortez les sortants" (¡salgan los [representantes] salientes!) Que fue el eslogan del movimiento poujadista en las elecciones legislativas francesas de 1956.